# Gia tốc tiêu chuẩn trọng lực
Gia tốc tiêu chuẩn trọng lực (hoặc gia tốc tiêu chuẩn của rơi tự do), đôi khi được viết tắt là trọng lực tiêu chuẩn, thường được ký hiệu là ɡ0 hoặc ɡn, là gia tốc trọng trường dưới danh nghĩa của một vật trong chân không gần bề mặt Trái Đất. Nó được định nghĩa theo tiêu chuẩn là 980665 (khoảng 3217405). Giá trị này được thiết lập bởi CGPM thứ 3 (1901, CR 70) và được sử dụng để xác định trọng lượng tiêu chuẩn của một vật thể là tích của khối lượng của nó và gia tốc danh nghĩa này. Gia tốc của một vật thể gần bề mặt Trái Đất là do tác động kết hợp của trọng lực và gia tốc ly tâm từ chuyển động quay của Trái Đất (nhưng đủ nhỏ để bị bỏ qua cho hầu hết các mục đích); tổng (trọng lực biểu kiến) lớn hơn khoảng 0,5% ở hai cực so với tại Xích đạo.
Mặc dù kí hiệu ɡ đôi khi được dùng cho lực hấp dẫn tiêu chuẩn, ɡ (mà không có một hậu tố) cũng có thể có nghĩa là gia tốc tại một vị trí do lực hấp dẫn của vị trí và gia tốc ly tâm, mà thay đổi tùy thuộc vào vị trí của một người trên Trái Đất (xem trọng lực của Trái Đất). Kí hiệu ɡ không nên bị nhầm lẫn với G các hằng số hấp dẫn, hoặc g, biểu tượng cho gam. Các ɡ cũng được sử dụng như một đơn vị đối với bất kỳ hình thức tăng tốc, với giá trị được xác định như trên; xem lực G.
Giá trị ɡ0 được xác định ở trên là giá trị trung bình trên Trái Đất, ban đầu dựa trên gia tốc của một vật thể rơi tự do ở mực nước biển ở vĩ độ 45°. Mặc dù gia tốc thực tế của rơi tự do trên Trái Đất thay đổi tùy theo vị trí, con số tiêu chuẩn trên luôn được sử dụng cho mục đích đo lường. Đặc biệt, nó cung cấp cho hệ số chuyển đổi giữa newton và kilogam lực, hai đơn vị lực.